# Diecéze kielecká
Diecéze kielecká (latinsky Dioecesis Kielcensis) je římskokatolická metropolitní diecéze v Polsku, která je součástí krakovské církevní provincie. 

## Stručná historie
Po třetím dělení Polska v roce 1795 a vzniku Haličsko-vladiměřského království jako součásti habsburské monarchie byla (dočasně) zrušena Diecéze tarnowská a zřízena nová diecéze v Kielcích, kam byla přenesena kapitula z Tarnówa. Po novém uspořádání polských poměrů a vzniku Kongresového Polska byla kielecká diecéze přenesena do Sandoměře a vznikla nová diecéze sandoměřská. Část území kielecké diecéze byla součástí krakovské diecéze, která pro správu svého území v Kongresovém Polsku měla zvláštního apoštolského vikáře. Kieleckou diecézi obnovil v roce 1882 papež Lev XIII. a stala se sufragánní vůči varšavské metropoli. V roce 1925 se stala součástí krakovské církevní provincie.